# Tokihiko Higuchi
Tokihiko Higuchi (em japonês:  樋口 時彦; 10 de junho de 1941) é um ex-jogador de voleibol do Japão que competiu nos Jogos Olímpicos de 1964.
Em 1964, ele fez parte da equipe japonesa que conquistou a medalha de bronze no torneio olímpico.